# Восстание в мечети Гохаршад
Восстание в мечети Гоаршад (перс. الارعه مسرد گوهرااد‎) произошло в августе 1935 года, когда в мавзолее имама Резы в Мешхеде, Иран, вспыхнула негативная реакция на вестернизирующую и секуляристскую политику Реза-шаха из династии Пехлеви.
Инцидент описывается как «кровавое событие».

## Восстание
Кампания шаха по вестернизации шиитского общества привела к всплеску враждебности к его режиму летом 1935 года, когда Реза-шах запретил традиционную исламскую одежду и приказал заставить всех мужчин носить одежду европейского образца. После высказывания местного священнослужителя, осудившего «еретические» инновации шаха, вестернизацию, коррупцию и высокие налоги, многие торговцы и местные жители нашли убежище в мавзолее Имама Резы, скандируя лозунги, такие как «Шах — новый Язид», сравнивая его с омейядскими халифами.
В течение четырех дней местная полиция и армия отказывались осквернять святыню. Противостояние было прекращено, когда прибыли войска из Иранского Азербайджана и ворвались в святилище, убив десятки и ранив сотни человек. Это ознаменовало окончательный разрыв между шиитским духовенством и шахом.

## Потери
Согласно отчету Исследовательского института Бакира аль-Улума, который, возможно, намеренно преувеличил цифры, число убитых войсками Реза-шаха составляло от 2000 до 5000 человек. Согласно британскому отчету, который, возможно, наоборот намеренно преуменьшил цифры, в результате событий 2 армейских офицера и 18 солдат были убиты, 2 солдата казнены на месте за неповиновение, 1 солдат покончил жизнь самоубийством, а среди жителей деревни было 800—1200 убитых, 100—500 раненых и 800 арестованных.